# Stacy Kamano
Stacy Lee Kamano (Honolulu, 17 september 1974) is een Amerikaanse actrice.

## Levensloop en carrière
Kamano begon haar acteercarrière in 1999 de film Search Party. Tussen 1999 en 2001 speelde ze een hoofdrol in Baywatch en in 2003 in de film Baywatch: Hawaiian Wedding. In 2007 speelde ze een gastrol in The Bold and the Beautiful.